# Палац Ауґартен
Палац Ауґартен (нім. Palais Augarten) — бароковий палац у районі Леопольдштадт, Відень, Австрія. Побудований наприкінці XVII століття Йоганном Бернгардом Фішером фон Ерлахом на місці замку і садів, палац і сади були розширені у XIX столітті за часів австрійського імператора Франца Йосифа I. Незважаючи на значні пошкодження, яких палац зазнав під час Другої світової війни, він зберігся майже в первісному вигляді, і в ньому все ще можна знайти багато оригінальних предметів інтер'єру. Сьогодні Палац Ауґартен є домом і репетиційною базою Віденського хору хлопчиків, який також має власну школу. Палац розташований у парку Ауґартен площею 130 акрів, який є найстарішим бароковим садом у Відні.

## Історія
До 18 століття сучасний район Леопольдштадт складався з лісових угідь, які використовувалися імператором та його двором як мисливські угіддя. У 1614 році імператор Матіас побудував на цьому місці мисливський замок. У 1649 році імператор Фердинанд ІІІ додав сади в голландському стилі. За його наступника, імператора Леопольда І, територія Ауґартена почала заселятися знаттю та монахами-кармелітами і врешті-решт стала частиною Відня. У 1677 році Леопольд І, який дав назву району (Леопольдове місто), додав до мисливського замку своїх попередників розлогий сад у стилі бароко. У 1683 році, під час Віденської битви, турецькі війська використовували цю територію як військову базу, а до кінця війни барокові сади були повністю знищені.
У 1688 році мисливський замок Ауґартен був проданий підприємцю Захаріасу Леєбу, який найняв Йоганна Бернгарда Фішера фон Ерлаха для будівництва палацу на цьому місці. Парк Ауґартен залишився у власності імператора. Палац Ауґартен був завершений у 1692 році і спочатку називався «Палац Лееба». У наступні десятиліття палац кілька разів розширювався і перебудовувався, неодноразово змінюючи власників. У 1712 році імператор Карл VI найняв ландшафтного дизайнера Жана Трегета для перепланування барокового парку у французькому стилі.
У 1780 році палац перейшов у власність Йосифа ІІ, імператора Священної Римської імперії. До початку ХХ століття він залишався у власності родини Габсбургів. У цей період, а особливо в ХІХ столітті, в палаці відбувалося багато балів, був відкритий салон. Серед гостей у той час були Ріхард Вагнер, Ференц Ліст, Ганс Макарт.
Найбільший бал у Палаці Ауґартен відбувся з нагоди Віденської всесвітньої виставки 1873 року; серед гостей були імператори Франц Йосиф І та Олександр ІІ. У 1897 році палац був значно перероблений для родини ерцгерцога Отто, племінника імператора Франца Йосифа.
З 1934 по 1936 рік у палаці жив австрійський канцлер Курт Шушніг. Під час Другої світової війни маєток сильно постраждав, але після війни був повністю відновлений. У 1948 році його передали Віденському хору хлопчиків. Тут також розташована Віденська порцелянова мануфактура Ауґартен. Сьогодні палац разом з рештою Ауґартену перебуває у власності держави Австрія.